# 제라드 맥솔리

제라드 맥솔리(Gerard McSorley, 1950년 1월 1일 ~ )는 아일랜드의 배우이다.
오마에서 태어났다.

## 출연 작품
- 인 뷰 (2016년)
- 베요넷 (2012년) - 션 오브레난 역
- 워 호스 (2011년) - 마켓 경매인 역
- 타운 크릭 (2009년)
- 안톤 (2008년) - 린치 역
- 헤지테이션 (2007년)
- 프론트 라인 (2006년)
- 콘스탄트 가드너 (2005년) - 케니 역
- 헤일로우 이펙트 (2004년)
- 인사이드 아임 댄싱 (2004년)
- 베로니카 게린 (2003년) - 존 길리건 역
- 블러디 선데이 (2002년)
- 온 디 에지 (2001년)
- 디센트 크리미날 (2000년)
- 비셔스 서클 (1999년)
- 펠리시아의 여행 (1999년)
- 루나사에서 춤을 (1998년)
- 뱀의 키스 (1997년)
- 더 복서 (1997년)
- 푸줏간 소년 (1997년)
- 어느 어머니 아들 (1996년)
- 마이클 콜린스 (1996년) - 카탈 브러가 역
- 낫씽 퍼스널 (1995년)
- 런웨이 원 (1995년)
- 딥 어드벤쳐 (1995년)
- 브레이브하트 (1995년)
- 아일랜드의 연풍 (1994년)
- 아버지의 이름으로 (1993년) - 페비스 형사 역
- 영웅 (1988년)
- 액트 오브 비트레이얼 (1988년)
- 엔젤 (1982년)

### 텔레비전
- 튜더스 (2007) - 로버트 애스키 역